# Горна Сеч
Горна Сеч (словац. Horná Seč) — село, громада округу Левіце, Нітранський край. Кадастрова площа громади — 8.3 км².
Населення 559 осіб (станом на 31 грудня 2018 року).

## Історія
Горна Сеч згадується 1355 року.

## Населення
| Рік:            | 1994. | 2004.   | 2014.   | 2024.   |
| --------------- | ----- | ------- | ------- | ------- |
| Кількість осіб: | 477   | 494     | 537     | 585     |
| Різниця:        |       | +3,56 % | +8,70 % | +8,93 % |

| Рік:            | 2023. | 2024.   |
| --------------- | ----- | ------- |
| Кількість осіб: | 583   | 585     |
| Різниця:        |       | +0,34 % |